# Pont Saint-Clair
Le pont Saint-Clair est un ancien pont sur le Rhône à Lyon qui reliait le quartier de la balme Saint-Clair, sur la rive droite, au 6e arrondissement sur la rive gauche.

## Histoire
Un premier pont nommé pont Louis-Philippe ou pont Égyptien est construit en 1846, devient le pont Saint-Clair en 1848 et est endommagé par un moulin flottant pendant une crue du Rhône le 29 juin 1854. Le pont est reconstruit en 1855 et rouvre en 1856.
En 1931, il est rebaptisé pont Vaïsse en hommage à Claude-Marius Vaïsse.
À la fin de la Seconde Guerre mondiale, il est dynamité par les Allemands en septembre 1944, puis réparé et rouvert à la circulation le 26 novembre.
Dans les années 1950, le pont est saturé à la suite du percement du tunnel de la Croix-Rousse. Le pont de Lattre-de-Tassigny est construit dans l'axe du tunnel, une centaine de mètres en aval. La démolition du pont Vaïsse commence en 1951 et s'achève en 1958.

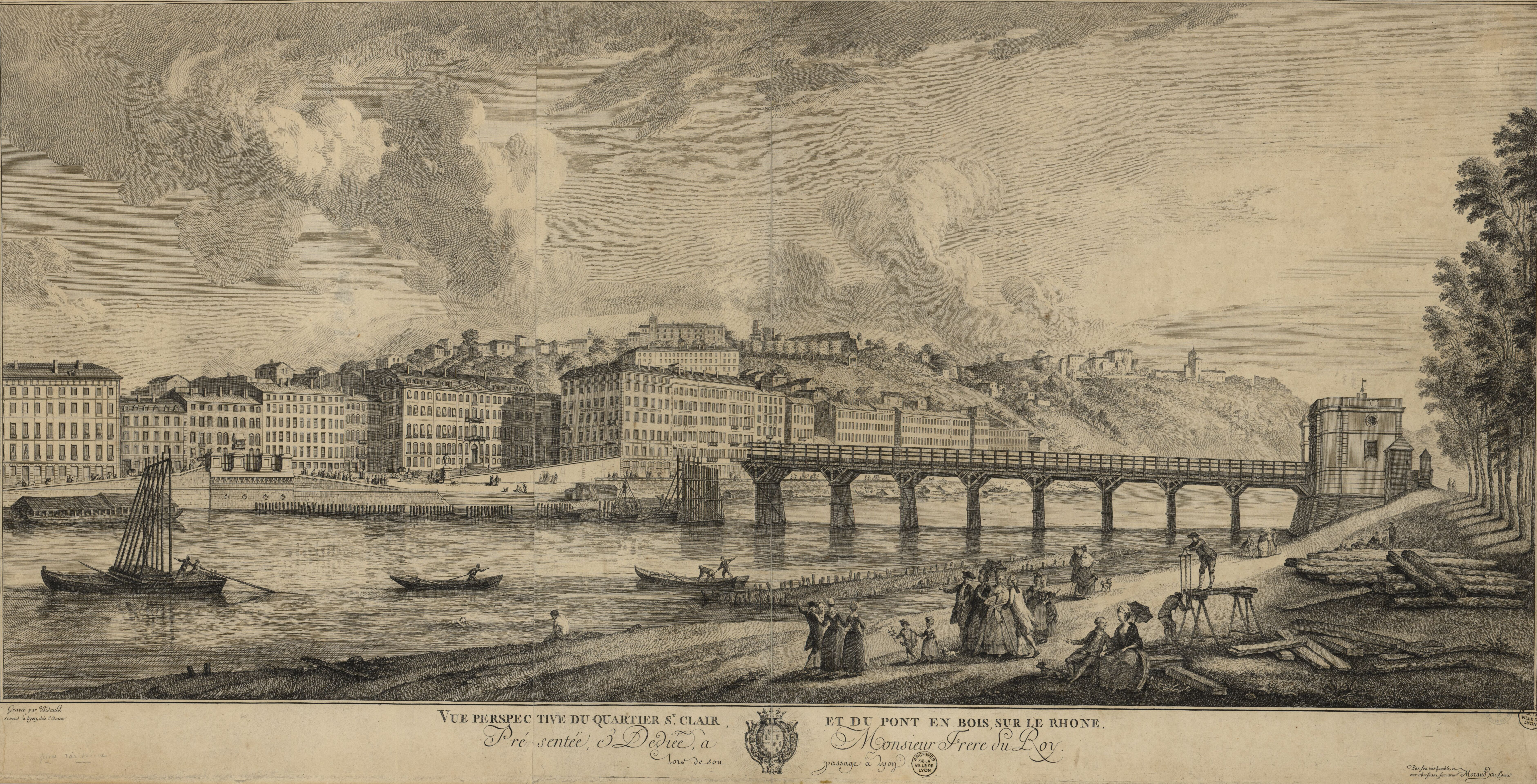
Construction du pont en bois en 1775.
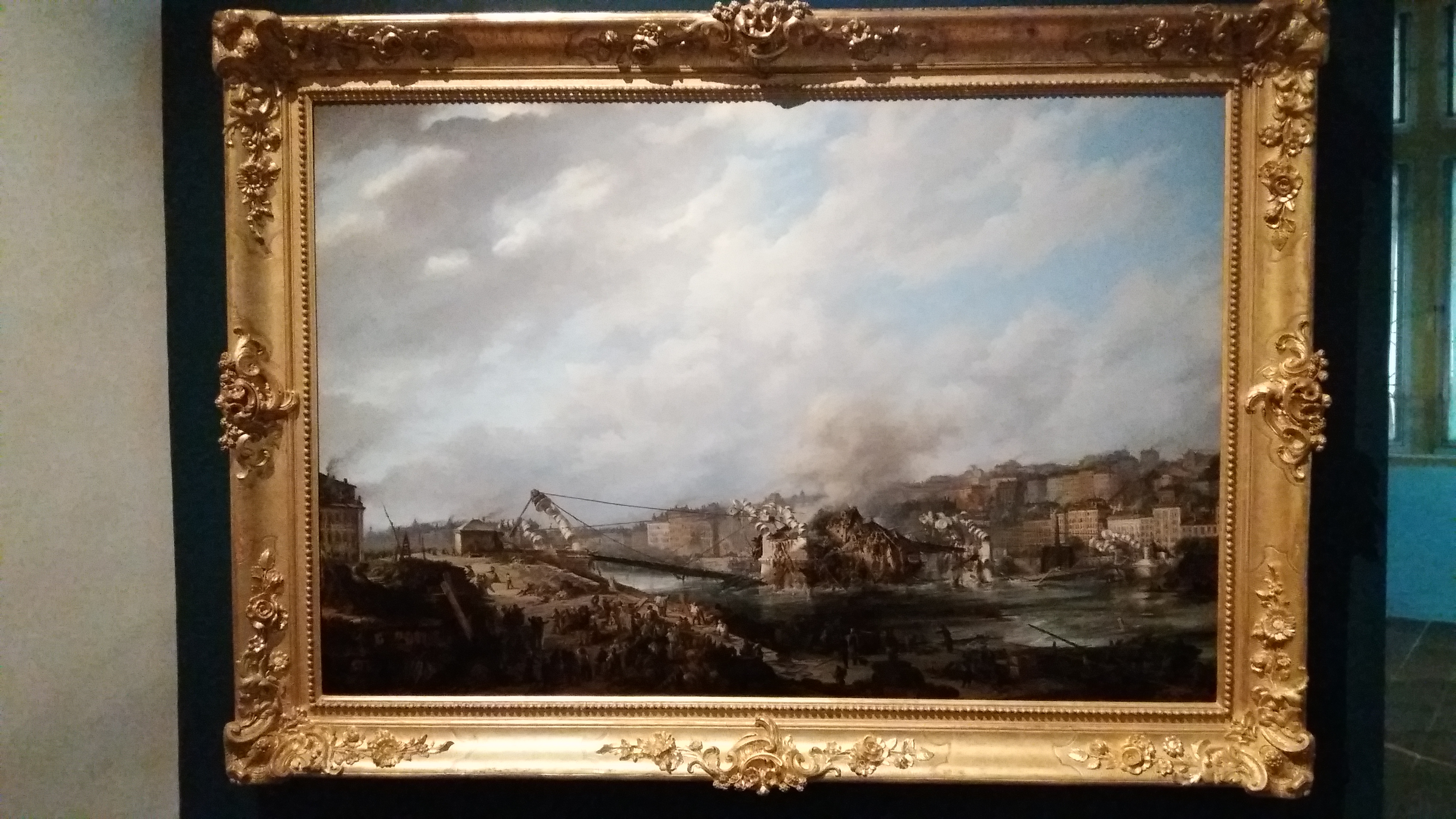
Le pont s'écroule en 1854 après avoir été percuté par un moulin flottant.
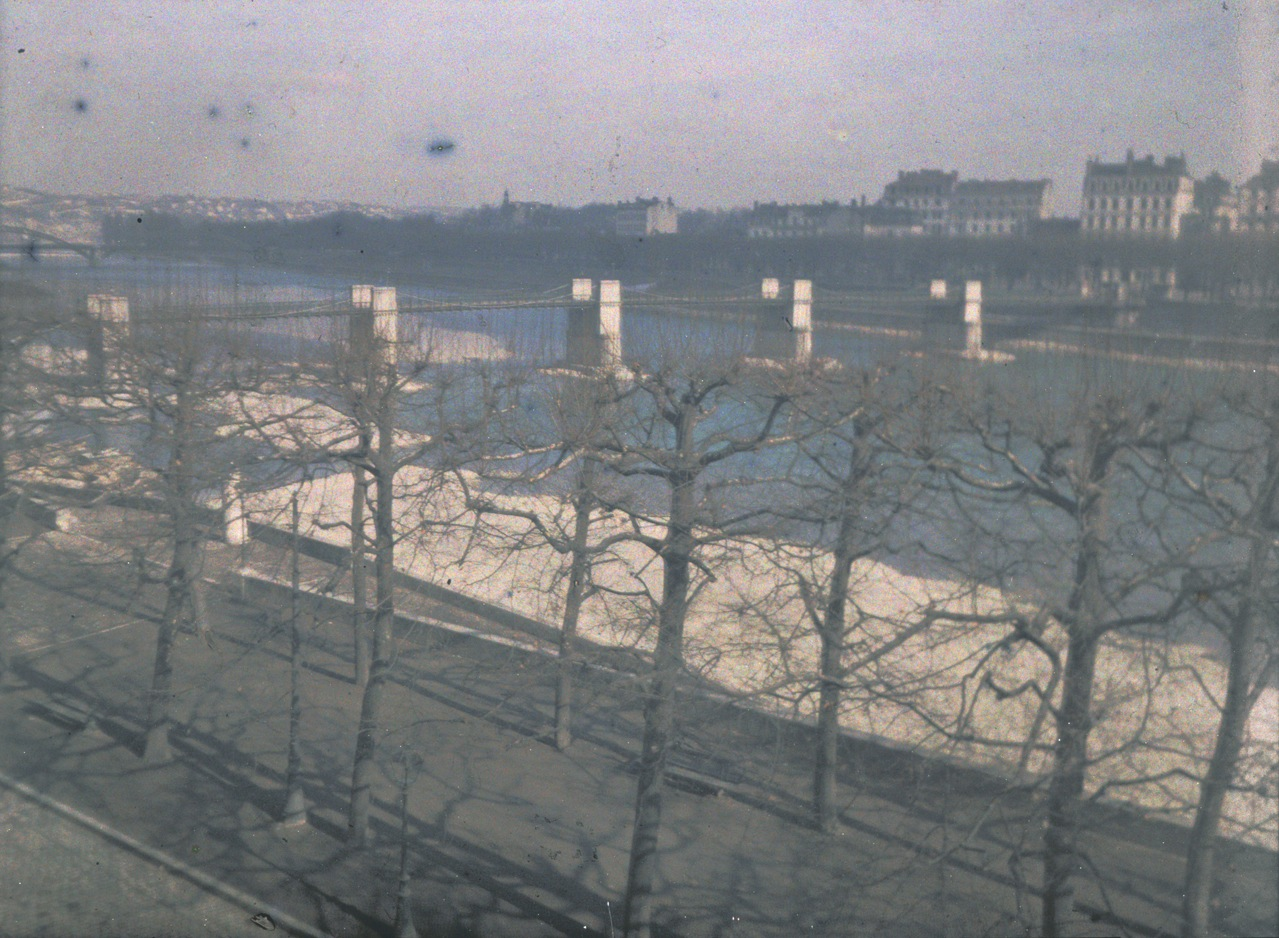
Le Pont Saint-Clair en 1914. On aperçoit à l'arrière-plan à gauche le Pont de la Boucle, détruit en 1983 (autochrome Lumière).
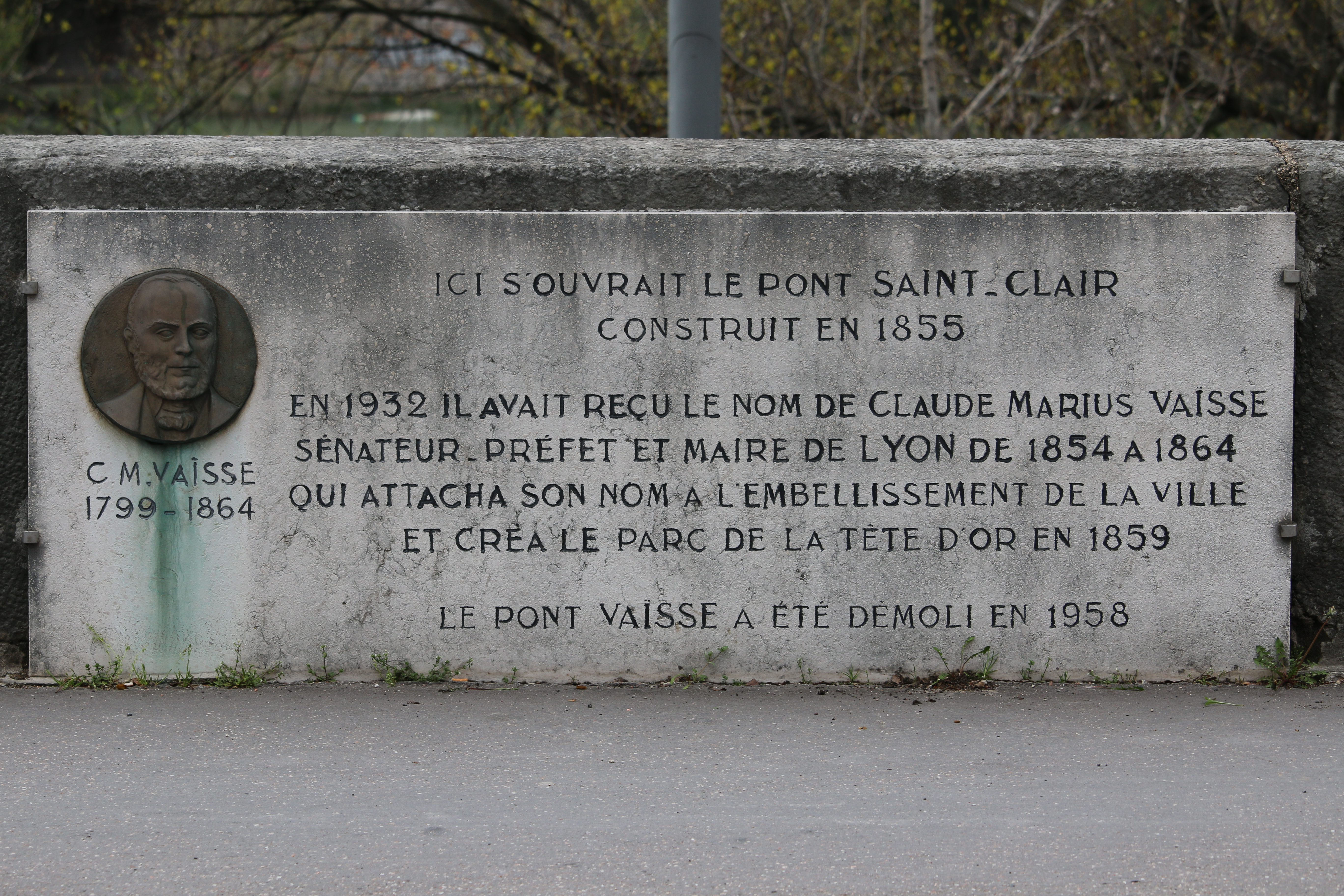
Plaque signalant l'emplacement de l'ancien pont Saint-Clair, avec un portrait de Claude-Marius Vaïsse en médaillon.